# Podgorje, Koper
Podgorje este o localitate din comuna Koper, Slovenia, cu o populație de 152 de locuitori.